# Ле Рошуа, Мари
Мари Ле Рошуа (фр. Marie Le Rochois; ок. 1658, Кан — 8 октября 1728, Париж) — французская оперная певица, известная своими ролями в операх Люлли. Распространён также ошибочный вариант имени «Марта Ле Рошуа».

## Биография
Мари Ле Рошуа родилась в Кане (Нормандия) около 1658 года. О ранних годах её жизни известно немного. По всей видимости, необходимость зарабатывать на жизнь привела её в Париж, где она училась пению. Возможно, учителем её был Мишель Ламбер, зять Жана-Батиста Люлли; в таком случае именно он познакомил её с композитором.
С 1678 года Ле Рошуа пела в Парижской опере. Люлли отдал ей множество партий в своих операх (некоторые были написаны специально для неё): Аретузы в «Прозерпине» (1680), Меропы в «Персее» (1682), Аркабоны в «Амадисе» (1684), Анжелики в «Роланде» (1685), Армиды в «Армиде» (1686) и Галатеи в «Ацисе и Галатее» (1686). После смерти композитора в 1687 году Мари Ле Рошуа продолжала исполнять партии в его операх, в том числе Медеи в «Тезее», Кибелы в «Атисе» и Гермионы в «Кадме и Гермионе». Она также выступала в операх других композиторов: Колласса, Демаре, Шарпантье, Маре и Кампра. Последней её ролью стала Исида в героической пасторали «Иссе» Андре Кардиналя Детуша.
Современники высоко ценили талант Мари Ле Рошуа. Литератор и меценат Эврар Титон дю Тийе называл её «величайшей актрисой и самым совершенным мастером декламации, какой когда-либо являлся на сцене». Люлли восхищался красотой её голоса и приписывал успех своих опер её пению. Французский историк музыки Жан-Лоран Ле Сер де ла Вьевиль (Jean-Laurent Le Cerf de La Viéville) утверждал, что воспоминание о том, как Мари Ле Рошуа исполняла роль Армиды, вызывает у него «трепет восторга».
В 1698 году Мари Ле Рошуа ушла со сцены и жила на пенсию, выплачиваемую Оперой. В Париже у неё был свой салон, который посещали актёры и музыканты. Она также преподавала пение; наиболее выдающимися её ученицами были Мари Антье и Франсуаза Журне. Певица умерла после долгой болезни 9 октября 1728 года.